# Fulgoromorpha
Fulgoromorpha (лат.) — инфраотряд полужёсткокрылых насекомых, насчитывающий около 10 000 видов. Встречаются повсеместно.

## Систематика
Известно около 10 000 видов. Таксон был впервые выделен австралийским энтомологом Джоном Уильямом Эвансом (1906—1990). В мировой фауне выделяют до 30 семейств (вместе с ископаемыми группами, известными с пермского и каменноугольного периода). В 2022 и 2023 годах предложена новая высшая классификация Fulgoromorpha, которые разделены на 5 надсемейств, включая три ископаемых: Delphacoidea (Cixiidae, Delphacidae) — Fulgoroidea (большинство современных семейств) — †Coleoscytoidea — †Fulgoridioidea — †Surijokocixioidea. И ещё 4 ископаемых семейства в статусе incertae sedis (†Jubisentidae, †Mimarachnidae, †Neazoniidae и †Perforissidae) и отдельно от общей линии древнейшее корневое семейство †Aviorrhynchidae.
Ранее было показано (Cryan, 2012), что сестринской к ним группой может быть Cicadomorpha: [ Fulgoroidea + ((Cicadoidea + Cercopoidea) + Membracoidea)].
- Инфраотряд Fulgoromorpha Evans, 1946
  - корневая клада
    - †Aviorrhynchidae (310 млн лет; 1 вид)
      - †Aviorrhyncha magnifica Nel, Bourgoin, Engel & Szwedo, 2013[4]

  - Надсемейство †Coleoscytoidea
    - †Coleoscytidae Martynov, 1935[5]
      - †Coleoscyta Martynov, 1935
        - †Coleoscyta rotundata Martynov, 1935

      - †Kaltanoscyta Becker-Migdisova, 1960 (перенесён в Cicadomorpha по Szwedo et al., 2004)
      - (?) †Sojanopsylla
      - †Reticulocicada Becker-Migdisova, 196

  - Надсемейство Delphacoidea Leach, 1815
    - Cixiidae Spinola, 1839 — Циксииды
    - Delphacidae Leach, 1815 — Свинушки (Araeopidae)
    - Lalacidae Hamilton, 1990[6][7]

  - Надсемейство †Fulgoridioidea
    - †Dorytocidae, меловой период[8]
    - †Fulgoridiidae, меловой период
    - †Inoderbidae, меловой период
    - †Katlasidae, меловой период
    - †Qiyangiricaniidae, юрский период[9]
    - †Szeiinidae, триасовый период
    - †Weiwoboidae, эоцен[10]

  - Надсемейство Fulgoroidea
    - Acanaloniidae Amyot & Serville, 1843
    - Achilidae Stål, 1866
    - Achilixiidae Muir, 1923
    - Caliscelidae
    - Derbidae Spinola, 1839
    - Dictyopharidae Spinola, 1839 — Носатки
    - Eurybrachidae Stål, 1862 (= Eurybrachiidae)
    - Flatidae Spinola, 1839
    - Fulgoridae Latreille, 1820 — Фонарницы
    - Gengidae Fennah, 1949
    - Hypochthonellidae China & Fennah, 1952
    - Issidae Spinola, 1839 (включая Caliscelidae Amyot & Serville, 1843, например, Formiscurra indicus)
    - Kinnaridae Muir, 1925 (Iuiuia caeca)
    - Lophopidae Stål, 1866
    - Meenoplidae Fieber, 1872
    - Nogodinidae Melichar, 1898
    - Ricaniidae Amyot & Serville, 1843 — Цикадки-бабочки
    - Tettigometridae Germar, 1821
    - Tropiduchidae Stål, 1866

  - Надсемейство †Surijokocixioidea
    - †Surijokocixiidae Shcherbakov, 2000[11] (Prygidae Aristov & Rasnitsyn, 2014)
      - †Boreocixius Becker-Migdisova, 1955
      - †Crosbixius Lambkin, 2020
      - †Karesmina Lambkin, 2020
      - †Parapryg Aristov & Rasnitsyn, 2014
      - †Scytocixius Martynov, 1939
      - †Sinosurijokocixius Zhang, Szwedo & Zhang, 2023
      - †Surijokocixius Becker-Migdisova, 1961[12]
      - †Tricrosbia Evans, 1971
- incertae sedis
  - †Jubisentidae[13]
  - †Mimarachnidae[14][15]
  - †Neazoniidae[16][17]
  - †Perforissidae[18][19]
- (?) †Yetkhatidae[20]